# آيت اعقي آيت بوهو (آيت بوحدو آيت مازل)
آيت اعقي آيت بوهو هو دُوَّار يقع بجماعة سيدي عمار، إقليم خنيفرة، جهة بني ملال خنيفرة في المملكة المغربية. ينتمي الدوّار لمشيخة آيت بوحدو آيت مازل التي تضم 18 دوار. يقدر عدد سكانه بـ 142 نسمة حسب الإحصاء الرسمي للسكان والسكنى لسنة 2004.

## وصلات خارجية
- البوابة الوطنية للجماعات الترابية
- المندوبية السامية للتخطيط